# Маццелло, Джозеф
Джозеф Маццелло (англ. Joseph Mazzello; род. 21 сентября 1983 года, Райнбек, Нью-Йорк, США) — американский актёр.

## Биография
Будущий актёр родился в городе Ринебеке, и вырос в Хайд-парк, штате Нью-Йорк, в семье Джозефа-старшего и Джинни Маццелло, которые владеют собственной школой искусств. Имеет итальянские, еврейские, польские, ирландские корни. У него есть старшая сестра Мария и младший брат Джон, который также снимался в некоторых фильмах. Маццелло является выпускником «Our Lady of Lourdes High School» и университета Южной Калифорнии.
Наибольшую известность и славу получил благодаря съёмкам в таких фильмах, как «Парк Юрского периода», в роли Тима Мёрфи, в 1993 году, «Лекарство», в роли Декстера, в 1995 году, а также в некоторых телесериалах, таких как «Тихий океан» и «Без следа», которые транслировались по HBO.
В 2007 году Джозеф Маццелло был исполнительным продюсером в фильме «Вопросы жизни и смерти», в котором приняли участия такие знаменитости, как Дэвид Стрэтэйрн (с которым Джозеф уже работал в «Ощущение видения», «Дикая река» и «Саймон Бирч»), Дэниэл Гиллис и Рэйчел Ли Кук.
В 2018 году вышел байопик «Богемская рапсодия», в котором повествуется о певце Фредди Меркьюри и создании рок-группы Queen. В этой картине Джо сыграл басиста группы — Джона Дикона.

## Фильмография
| Год  | Русское название                       | Оригинальное название               | Персонаж                |
| ---- | -------------------------------------- | ----------------------------------- | ----------------------- |
| 2018 | Богемская рапсодия                     | Bohemian Rhapsody                   | Джон Дикон              |
| 2013 | G.I. Joe: Бросок кобры 2               | G.I. Joe: Retaliation               | Моррис Сандерсон / Маус |
| 2010 | Социальная сеть                        | Social network                      | Дастин Московиц         |
| 2010 | Тихий океан                            | The Pacific                         | Юджин Следж             |
| 2007 | Вопросы жизни и смерти                 | Matters of Life and Death           | Дэвид Дженнингс         |
| 2006 | Ощущение видения                       | The Sensation of Sight              | Трипп                   |
| 2004 | Возвращение в сонную лощину            | The Hollow                          | Скотт                   |
| 2004 | Модная мамочка                         | Raising Helen                       | Питер                   |
| 2004 | Без следа                              | Without a Trace                     | Шон Стэнли              |
| 2003 | C.S.I.: Место преступления             | CSI: Crime Scene Investigation      | Джастин Ламон           |
| 2002 | Провиденс                              | Providence                          | Тони                    |
| 2001 | Провинциалы                            | Wooly Boys                          | Чарли                   |
| 1998 | Истории из моего детства               | Stories from My Childhood           | озвучивание             |
| 1998 | Саймон Бирч                            | Simon Birch                         | Джозеф                  |
| 1997 | Звёздный бойскаут                      | Star Kid                            | Спенсер Гриффит         |
| 1997 | Парк Юрского периода 2: Затерянный мир | The Lost World: Jurassic Park       | Тим Мёрфи               |
| 1995 | Три желания                            | Three Wishes                        | Том Холман              |
| 1995 | Лекарство                              | Cure                                | Декстер                 |
| 1995 | Отец для Чарли                         | A Father for Charlie                | Чарли                   |
| 1994 | Дикая река                             | The River Wild                      | Рорк                    |
| 1993 | Страна теней                           | Shadowlands                         | Дуглас Грешам           |
| 1993 | Парк Юрского периода                   | Jurassic Park                       | Тим Мёрфи               |
| 1992 | Невыносимый выбор: Сохранить ребёнка   | Desperate Choices: To Save My Child | Вилли Роббинс           |
| 1992 | Принц из Нью-Йорка                     | Jersey Girl                         | Джейсон                 |
| 1992 | Стремящийся в высь                     | Radio Flyer                         | Бобби                   |
| 1990 | Презумпция невиновности                | Presumed Innocent                   | Уэнделл МакГафни        |
| 1990 | ?                                      | Unspeakable Acts                    | Джейсон Харрисон        |